# Майкъл Пейлин: Около света за 80 дни
Около света за 80 дни е английска телевизионна продукция за пътешествие около света на телевизия ББС. Програмата е вдъхновена от едноименния роман на Жул Верн, където главният герой Филиъс Фог след облог приема предизвикателството да обиколи света за 80 дни или по-малко. Водещ на телевизионните серии е актьорът Майкъл Пейлин известен от участията си в Монти Пайтън и някои игрални филми. Поставената му цел е да следва възможно най-близко пътя на героя от романа с едно условие - да използва само превозни средства, съществували по времето на публикуването на романа. Поради забрана от властите на държавите от Източния блок в Европа, той не успява да ги прекоси с Ориент Експрес и се налага да промени маршрута си от Австрия към Италия, вместо към Истанбул. В първите седмици от пътешествието си Майкъл Пейлин значително изостава от Филиъс Фог в придвижването си, дължащо се на 3-членния му екип.
Цялото пътуване продължава от 25 септември до 12 декември 1988 година. Майкъл Пейлин прекосява следните държави: Великобритания, Франция, Швейцария, Лихтенщайн, Австрия, Италия, Гърция, Египет, Саудитска Арабия, Катар, Обединени Арабски Емирства, Индия, Сингапур, Китай, Япония и САЩ.
Предаването има голям успех както в собствената си страна, така и по света.
През 2014 г. на българския пазар излиза и книгата „Около света за 80 дни“ на издателство Вакон, която описва преживяванията на Майкъл Пейлин.